# واين بينيت
واين بينيت (بالإنجليزية: Wayne Bennett)‏ هو موسيقي أمريكي، ولد في 13 ديسمبر 1931 في سولفور في الولايات المتحدة، وتوفي في 28 نوفمبر 1992 في نيو أورلينز في الولايات المتحدة.

## وصلات خارجية
- واين بينيت على موقع ميوزك برينز (الإنجليزية)